# François Garnavault
François Garnavault (25 maart 1968) is een Frans zeilwagenracer.

## Levensloop
Garnavault werd in 2012 wereldkampioen in de klasse Standart van het zeilwagenrijden, tevens won hij viermaal brons op een WK. Daarnaast werd hij Europees kampioen in deze klasse in 2007 en won hij eenmaal zilver en eenmaal brons op een EK. Ook werd hij vijfmaal Frans kampioen.

## Palmares
- Wereldkampioenschap Standart: 2012
- Wereldkampioenschap Standart: 2006, 2008, 2010 en 2014
- Europees kampioenschap Standart: 2007
- Europees kampioenschap Standart: 2011
- Europees kampioenschap Standart: 2009
- Frans kampioenschap Standart: 2006, 2007, 2008, 2009 en 2011